# István Ujhelyi
Dans le nom hongrois Ujhelyi István, le nom de famille précède le prénom, mais cet article utilise l’ordre habituel en français István Ujhelyi, où le prénom précède le nom.
István Ujhelyi (né le 28 février 1975 à Berettyóújfalu) est un homme politique hongrois membre du Parti socialiste hongrois (MSZP).
Il devient député européen le 25 mai 2014.